# Conostegia extinctoria
Espèce
Classification phylogénétique
Statut de conservation UICN

 EN  : En danger
Conostegia extinctoria est une espèce de plantes à fleurs du genre Conostegia de la famille des Melastomataceae, endémique au département de Tolima en Colombie.
Selon Plants of the World Online, c'est un synonyme de Miconia extinctoria.

## Synonymes
- Conostegia pulverulenta Naudin
- Melastoma extinctorum Bonpl.

## Conservation
En 1998,cette espèce était en danger d'extinction du fait de la déforestation.